# Oceania Sevens 2011
El Oceania Sevens de 2011 fue la cuarta edición del torneo de rugby 7 de Oceanía. 
Se disputó del 28 al 29 de octubre en Apia, Samoa.

## Fase de grupos

### Grupo A
| Equipo             | Encuentros | Encuentros | Encuentros | Encuentros | Tantos  | Tantos    | Tantos     | Puntos |
| Equipo             | jugados    | ganados    | empatados  | perdidos   | a favor | en contra | diferencia | Puntos |
| ------------------ | ---------- | ---------- | ---------- | ---------- | ------- | --------- | ---------- | ------ |
| Fiyi               | 4          | 4          | 0          | 0          | 177     | 0         | +177       | 12     |
| Tonga              | 4          | 2          | 1          | 1          | 109     | 50        | +59        | 9      |
| Papúa Nueva Guinea | 4          | 2          | 1          | 1          | 85      | 91        | -6         | 9      |
| Samoa Americana    | 4          | 1          | 0          | 3          | 60      | 134       | -74        | 6      |
| Nueva Caledonia    | 4          | 0          | 0          | 4          | 19      | 175       | -156       | 4      |

### Grupo B
| Equipo        | Encuentros | Encuentros | Encuentros | Encuentros | Tantos  | Tantos    | Tantos     | Puntos |
| Equipo        | jugados    | ganados    | empatados  | perdidos   | a favor | en contra | diferencia | Puntos |
| ------------- | ---------- | ---------- | ---------- | ---------- | ------- | --------- | ---------- | ------ |
| Samoa         | 4          | 4          | 0          | 0          | 181     | 19        | +162       | 12     |
| Australia     | 4          | 3          | 0          | 1          | 100     | 74        | +26        | 10     |
| Niue          | 4          | 2          | 0          | 2          | 55      | 95        | -40        | 8      |
| Islas Cook    | 4          | 1          | 0          | 3          | 43      | 117       | -74        | 6      |
| Islas Salomón | 4          | 0          | 0          | 4          | 36      | 110       | -74        | 4      |

### Etapa eliminatoria

#### Copa de oro
|  | Cuartos de final   | Cuartos de final   | Cuartos de final |           |       | Semifinales | Semifinales | Semifinales |           |              | Copa         | Copa         | Copa |  |
|  |                    |                    |                  |           |       |             |             |             |           |              |              |              |      |  |
|  |                    |                    |                  |           |       |             |             |             |           |              |              |              |      |  |
|  | Fiyi               | Fiyi               | 41               |           |       |             |             |             |           |              |              |              |      |  |
|  | Fiyi               | Fiyi               | 41               |           |       |             |             |             |           |              |              |              |      |  |
|  | Islas Cook         | Islas Cook         | 0                |           |       |             |             |             |           |              |              |              |      |  |
|  | Islas Cook         | Islas Cook         | 0                |           | Fiyi  | Fiyi        | 33          |             |           |              |              |              |      |  |
|  |                    |                    |                  |           | Fiyi  | Fiyi        | 33          |             |           |              |              |              |      |  |
|  |                    |                    | Australia        | Australia | 5     |             |             |             |           |              |              |              |      |  |
|  | Australia          | Australia          | Australia        | Australia | 5     | 12          |             |             |           |              |              |              |      |  |
|  | Australia          | Australia          |                  |           |       |             |             |             |           |              |              |              |      |  |
|  | Papúa Nueva Guinea | Papúa Nueva Guinea | 0                |           |       |             |             |             |           |              |              |              |      |  |
|  | Papúa Nueva Guinea | Papúa Nueva Guinea | 0                |           |       |             |             |             |           | Fiyi         | Fiyi         | 7            |      |  |
|  |                    |                    |                  |           |       |             |             |             |           | Fiyi         | Fiyi         | 7            |      |  |
|  |                    |                    | Samoa            | Samoa     | 19    |             |             |             |           |              |              |              |      |  |
|  | Tonga              | Tonga              | Samoa            | Samoa     | 19    | 15          |             |             |           |              |              |              |      |  |
|  | Tonga              | Tonga              |                  |           |       |             |             |             |           |              |              |              |      |  |
|  | Niue               | Niue               | 10               |           |       |             |             |             |           |              |              |              |      |  |
|  | Niue               | Niue               | 10               |           | Tonga | Tonga       | 0           |             |           | Tercer lugar | Tercer lugar | Tercer lugar |      |  |
|  |                    |                    |                  |           | Tonga | Tonga       | 0           |             |           | Tercer lugar | Tercer lugar | Tercer lugar |      |  |
|  |                    |                    | Samoa            | Samoa     | 33    |             |             |             |           |              |              |              |      |  |
|  | Samoa              | Samoa              | Samoa            | Samoa     | 33    | 41          |             |             | Australia | Australia    | 12           |              |      |  |
|  | Samoa              | Samoa              |                  |           |       |             |             |             | Australia | Australia    | 12           |              |      |  |
|  | Samoa Americana    | Samoa Americana    | 0                |           |       |             |             |             |           |              | Tonga        | Tonga        | 28   |  |
|  | Samoa Americana    | Samoa Americana    | 0                |           |       |             |             |             |           |              | Tonga        | Tonga        | 28   |  |
|  |                    |                    |                  |           |       |             |             |             |           |              |              |              |      |  |

| Bandera de Samoa |
| Campeón Samoa    |
| 3.er título      |